# Incendie de l'hôpital Matei Balș
L'Incendie de l'hôpital Matei Balș est un sinistre qui s'est déclaré le 29 janvier 2021 dans un hôpital de Bucarest (Roumanie), causant au total la mort de dix-sept personnes.

## Incendie et bilan
Le 29 janvier 2021, vers 5 h 0, un incendie s'est déclaré dans l'installation COVID-19 du Pr Matei Balș National dans l'unité pour les maladies infectieuses à Bucarest (Roumanie) causant la mort de 5 personnes.
Le 4 février 2021, douze morts étaient déclarées,. Deux jours plus tard, ce sont quatorze morts qui sont annoncées. Un quinzième mort est déclaré le 8 février 2021, puis deux autres le 9 février 2021. Le nombre total de décès causés par l'incendie est donc de dix-sept.